# Orthogonys chloricterus
Orthogonys chloricterus là một loài chim trong họ Thraupidae.